# Etta McDaniel
Etta McDaniel (1 de dezembro de 1890 – 13 de janeiro de 1946) foi uma atriz americana que apareceu em mais de 60 filmes entre 1933 e 1946. Ela era irmã do ator Sam McDaniel e da atriz e vencedora do Oscar Hattie McDaniel.

## Juventude
McDaniel nasceu em Wichita, Kansas. Ela começou sua carreira no entretenimento como membro de shows de menestréis com vários outros membros de sua família. Etta casou-se com John Alfred Goff em 2 de dezembro de 1908, em Denver, Colorado. Seu filho era Edgar Henry Goff.

## Carreira
Em 1914, então conhecida como Etta Goff, e sua irmã Hattie McDaniel lançaram um show de menestréis só para mulheres, chamado McDaniel Sisters Company.
A estreia de Etta McDaniel no cinema foi em King Kong, de 1933, como a mulher nativa que salva seu bebê do gorila gigante que se aproximava. Ela então se tornou atriz coadjuvante ou figurante, frequentemente em papéis não creditados, atuando como empregadas domésticas e babás, incluindo The Lawless Nineties (1936), um faroeste estrelado por John Wayne. McDaniel morreu em Los Angeles, Califórnia, aos 55 anos.

## Filmografia parcial
- King Kong (1933) como mulher nativa
- Personal Maid's Secret (1935) como empregada doméstica
- The Arizonian (1935) sem créditos
- O Prisioneiro da Ilha dos Tubarões (1936)
- The Devil is a Sissy  (1936)
- Hearts In Bondage (1936)
- The Lawless Nineties (1936)
- The Magnificent Brute (1936)
- Palm Springs (1936)
- Termites of 1938 (1938)
- Life with Henry (1941)
- Johnny Doughboy (1942)
- The Great Man's Lady (1942)
- Son of Dracula (1943)